# 哈长城市群
哈长城市群是指中国东北地区以哈尔滨市、长春市为中心，辐射两翼大庆、吉林、齐齐哈尔等地的经济带，其主要範圍包括东北中北部一帶的地區。哈长城市群包括哈尔滨、长春、大庆、吉林、齐齐哈尔、牡丹江、四平、延边朝鲜族自治州等多個地市，辐射人口3945.59万，2013年该地区经济总量达2.16万亿元，其中哈尔滨、大庆、长春三地经济总量接近1.5万亿。根据2014年3月16日发布的《国家新型城镇化规划(2014-2020年)》，发改委除老牌的三大国家级城市群：珠三角城市群、长三角城市群、以京津冀为核心的环渤海城市群之外，将长江中游城市群、中原城市群、成渝城市群、哈长城市群四大区域列入国家级城市群之列。 根据该规划，国家将加快培育这些城市群，使之成为推动国土空间均衡开发、引领区域经济发展的重要增长极。

## 主要城市
| 城市             | 英文       | 人口（2010年） | 图片 | 简介 |
| ---------------- | ---------- | -------------- | ---- | --- |
| 哈尔滨市         | Harbin     | 10,635,971     |      | 哈尔滨市是黑龙江省的省会，国家历史文化名城，中国东北地区重要的中心城市，东北亚区域性中心城市。                                       |
| 长春市           | Changchun  | 7,677,089      |      | 长春市是吉林省省会，中国东北地区的中心城市之一，东北地区天然地理中心，中国四大园林城市之一，中国最大的汽车工业城市。                 |
| 齐齐哈尔市       | Qiqihar    | 5,367,003      |      | 齐齐哈尔是中国重要的以装备制造业为主的重工业基地，黑龙江省西部政治、经济、科技、文化、交通中心。                                     |
| 吉林市           | Jilin City | 4,413,157      |      | 吉林市，是吉林省重要的中心城市，东北地区重要旅游城市和化工工业基地之一,是中国唯一一个与省同名的城市。                                |
| 四平市           | Siping     | 3,385,156      |      | 四平市是东北地区重要的交通枢纽，铁路、公路四通八达，也是一座工业城市。                                                               |
| 大庆市           | Daqing     | 2,904,532      |      | 大庆位于松嫩平原中西部,为中国第一大油田、世界第十大油田大庆油田所在地；是一座以石油、石化为支柱产业的新兴城市,中国石油化工产业中心。 |
| 牡丹江市         | Mudanjiang | 2,798,723      |      | 牡丹江市是黑龙江省第三大城市，亦是黑龙江省东部最大的城市和政治、文化、交通、科技、经济中心，中国大陸最大的边贸城市之一。             |
| 延边朝鲜族自治州 | Yanbian    | 2,270,816      |      | 延边朝鲜族自治州是中国吉林省下辖的一个自治州，位于吉林省南部的中朝邊境。首府為延吉市。                                               |